# Glavočić zebrasti
Glavočić zebrasti (lat. Zebrus zebrus) kod nas ima još dva imena, a to su kamenjarić i glavočić šargan. Glavočić zebrasti je riba iz porodice glavoča (lat. Gobiidae). Naraste do 5,5 cm duljine, a živi u samom plićaku (do 3 m dubine), skriven među raznim algama i morskom travom.  Tijelo mu je smećkasto, s 6-9 tamnijih okomitih pruga na stranama, a među njima se mogu naći i svjetlija područja.

## Rasprostranjenost
Glavočić zebrasti živi samo u Mediteranu, gdje je endemska vrsta.

## Vanjske poveznice
|  | Zajednički poslužitelj ima još gradiva o temi Zebrus zebrus |
|  | Wikivrste imaju podatke o taksonu Zebrus zebrus             |